# Colydodes gibbiceps
Colydodes gibbiceps là một loài bọ cánh cứng trong họ Zopheridae. Loài này được Motschulsky miêu tả khoa học năm 1855.